# Шаповаловська сільська рада
Шапова́ловська сільська рада (рос. Шаповаловский сельский совет) — сільське поселення у складі Акбулацького району Оренбурзької області Росії.
Адміністративний центр — село Шаповалово.

## Населення
Населення — 555 осіб (2019; 707 в 2010, 1149 у 2002).

## Склад
До складу сільської ради входять:
| Населений пункт      | Населення, осіб (2002) | Населення, осіб (2010) |
| -------------------- | ---------------------- | ---------------------- |
| Вершиновка, селище   | 154                    | 37                     |
| Новомар'євка, селище | 264                    | 57                     |
| Чаган, селище        | 5                      | -                      |
| Шаповалово, село     | 726                    | 613                    |